# 救護法
救護法（きゅうごほう、昭和4年4月2日法律第39号）は、さまざまな理由で生活できない者の救護に関する法律である。
この法律は、明治時代からの恤救規則に代わるもので、1929年（昭和4年）4月2日公布、1932年（昭和7年）1月1日より施行された。生活保護法（昭和21年法律第17号）の施行により、1946年（昭和21年）10月1日に廃止された。

## 概要
救護の対象は、貧困のため生活することができない、①65歳以上の老衰者、②13歳以下の幼者、③妊産婦、④不具廃疾、疾病、傷痍その他精神又は身体の障害により業務の遂行が著しく困難な者である。
ただしこれらに該当する者であっても、扶養義務者からの扶養を受けることが可能な場合は、救護の対象にならなかった。
労働能力を有する者は対象としていなかったほか、「性行著シク不良ナルトキ又ハ著シク怠惰ナルトキ」は救護しなくてもよいという欠格条項が存在した。
救護機関は、被救護者の居住地または現在地の市町村長であり、救護事務の補助機関として名誉職の委員（昭和12年改正以降は方面委員）を置く。
救護は、被救護者の居宅において行うのを原則とした。居宅救護のできないとき、または不適当とするときは、養老院、孤児院、病院などに収容し、または私人の家庭その他に委託する。
救護の種類は、生活扶助、医療、助産および生業扶助の4種であるが、さらに埋葬費を支給することを認めている。
救護に要する費用は、被救護者が同一市町村に1年以上ひきつづき居住する場合は、原則として居住地の市町村の負担とし、その他の場合は居住地、または現在地の道府県の負担とする。国庫はこれらの費用の1/2以上を、道府県は市町村の負担の1/4を補助する。

## 成立の背景
1914年（大正3年）に勃発した第一次世界大戦は、日本の繊維工業や重化学工業の発展を促し、国内には大戦景気と呼ばれる好況がもたらされた。他方で物価の高騰が起こり、大戦終了間際の1918年（大正7年）には米騒動が生じた。
戦後の1920年（大正9年）には一転して過剰生産に伴う戦後恐慌が起こった。同年4月には東京市電でストライキが、5月には日本初のメーデーが行われる等、社会運動が勃興した。その後も関東大震災、昭和金融恐慌、昭和恐慌などが相次ぎ、窮乏や社会不安が増大することとなる。
政府は1920年に、「従来の恤救行政では到底応じきれず、社会政策に立脚した積極的な社会行政の樹立の必要に迫られ」たとして、内務省に社会局を設置した。
発足した社会局によって、救貧立法の本格的な研究調査が開始された。関東大震災の影響による研究の一時中断もあったが、1927年の社会事業調査会答申を受け、政府は恤救規則に代わる新たな救貧制度の作成に着手した。1928年秋には社会局の成案がまとめられ、1929年3月に政府案として議会に提出され成立した。

## 改正

### 昭和12年改正
1937年（昭和12年）、本法は、救護法中改正法律（昭和12年3月30日法律第18号）によって、一部改正された。
救護事務に関し市町村長を補助することとされていた「名誉職たる委員」の設置規定を廃して、これを方面委員に代えることとし、方面委員令による方面委員は、命令の定めるところにより、救護事務に関し、市町村長を補助するものとされた（新4条）。
また、方面委員が職務を行うため必要な費用は、市町村の負担とされた（新23条）。
なお、本改正規定は、昭和十二年法律第十八号（救護法中改正）施行期日ノ件（昭和12年12月4日勅令第704号）によって、1938年（昭和13年）1月1日から施行された。

### 昭和16年改正
1941年（昭和16年）、本法は、医療保護法（昭和16年3月6日法律第36号）の制定によって、同法附則32条の規定により、一部改正された。
医療保護法は、貧困のため生活困難にして医療又は助産を受けることができない者に対し医療券を発行して医療又は助産を受けさせることとした。そのため、救護法6条所定の「救護施設」から「病院」を除外するとともに、救護法10条所定の救護の種類から「医療」及び「助産」を削除することとした（医療保護法附則32条）。
なお、本改正規定は、医療保護法施行期日ノ件（昭和16年8月9日勅令第810号）によって、1941年（昭和16年）10月1日から施行された。